# Soldati e capelloni
Soldati e capelloni è un film musicarello del 1967 diretto da Ettore Maria Fizzarotti.
Il film vede la partecipazione del gruppo musicale britannico The Motowns.

## Trama
Un agente musicale italiano ha ingaggiato una rock band inglese che porta i capelli corti e visto che sono gli anni '60 non piacciono alla gente. La band e l'agente aspettano che i capelli crescano. Nel frattempo i ragazzi vengono chiamati per il servizio militare e decidono di chiamarsi I Galeotti.